# Весьшурга
Весьшурга́ (рос. Весьшурга, марій. Весшӱргӧ) — присілок у складі Моркинського району Марій Ел, Росія. Входить до складу Себеусадського сільського поселення.

## Населення
Населення — 273 особи (2010; 311 у 2002).
Національний склад (станом на 2002 рік):
- марі — 100 %